# Grand Ledge
Grand Ledge est une ville de l'État du Michigan, aux États-Unis.

## Personnalités liées
- Paul Baribeau, chanteur et musicien punk folk américain